# المصبانة (القفر)

تعديل مصدري - تعديل

المصبانة محلة تابعة لقرية شبيث، التابعة لعزلة بني سيف السافل بمديرية القفر إحدى مديريات محافظة إب في الجمهورية اليمنية، بلغ تعداد سكانها 68 حسب تعداد اليمن لعام 2004.